# Microsciurus
Genre
Microsciurus est un genre de petits rongeurs comprenant les espèces suivantes :
- Microsciurus alfari (J. A. Allen, 1895)
- Microsciurus flaviventer (Gray, 1867)
- Microsciurus mimulus (Thomas, 1898)
- Microsciurus santanderensis (Hernandez-Camacho, 1957)